# Dicropaltum mesae
Dicropaltum mesae là một loài ruồi trong họ Asilidae. Dicropaltum mesae được Tucker miêu tả năm 1907.